# Вербовецька сільська рада (Косівський район)
| Вербовецька сільська рада — колишній орган місцевого самоврядування у Косівському районі Івано-Франківської області з адміністративним центром у с. Вербовець. Водоймища на території, підпорядкованій даній раді: річка Рибниця. Сільській раді були підпорядковані населені пункти: - с. Вербовець - с. Старий Косів |

## Склад ради
Рада складалася з 30 депутатів та голови.

### Керівний склад ради
| ПІБ                    | Основні відомості                                            | Дата обрання | Дата звільнення |
| ---------------------- | ------------------------------------------------------------ | ------------ | --------------- |
| Павлюк Іван Михайлови  | Сільський голова, 1952 року народження, освіта, безпартійний | 26.03.2006   | 31.10.2010      |
| Павлюк Іван Михайлович | Сільський голова, 1952 року народження, освіта, безпартійний | 31.10.2010   |                 |

Примітка: таблиця складена за даними джерела